# Stazione delle Cure
Stazione delle Cure vasútállomás Olaszországban, Firenze település Le Cure terének közelében.

## Vasútvonalak
Az állomást az alábbi vasútvonalak érintik:
- Firenze–Faenza-vasútvonal

## Kapcsolódó állomások
A vasútállomáshoz az alábbi állomások vannak a legközelebb:
- Stazione di Firenze San Marco Vecchio
- Stazione di Firenze Campo di Marte